# Trigonostemon salicifolius
Trigonostemon salicifolius är en törelväxtart som beskrevs av Henry Nicholas Ridley. Trigonostemon salicifolius ingår i släktet Trigonostemon och familjen törelväxter. Inga underarter finns listade i Catalogue of Life.